# Paradise (singel George’a Ezry)
"Paradise" – ósmy singel brytyjskiego wokalisty i autora tekstów Georga Ezry pochodzący z albumu "Staying at Tamara's".
Singiel uzyskał w Polsce status złotej płyty.

## Zarys ogólny
Utwór został napisany przez Georga Ezrę, a skomponowany przez Cama Blackwooda. Premiera tytułowego utworu "Paradise" odbyła się 19 stycznia 2018. Został wydany jako drugi singiel promujący nadchodzący album "Staying at Tamara's". Teledysk do "Paradise" został opublikowany z tygodniowym opóźnieniem, 24 stycznia 2018. Pierwsze wykonanie na żywo miało miejsce 2 lutego 2018 podczas The "Graham Norton Show".

## Tło utworu
Ezra stwierdził, że piosenka miała na celu ukazanie uczucia, jakie towarzyszy nam, gdy zakochujemy się. Została zadedykowana jego dziewczynie i początkowemu okresowi ich związku. Wyjaśnił, że słowa piosenki nie skupiają się konkretnie na historii miłosnej, ale na efekcie jaki miłość ma psychikę: Stajesz się nieuporządkowany, ale jest w porządku. To co dzieje się dookoła nie ma znaczenia – jesteś w swoim małym świecie. Opisał "Paradise" jako perfekcyjną wersję piosenki miłosnej albumu "Staying at Tamara's".

## Skład
Zaczerpnięte z serwisu Tidal:
- George Ezra – kompozycja, słowa, wokal, keyboard, gitara basowa, gitara
- Cam Blackwood – produkcja, gitara, perkusja, fortepian, syntezator, programowanie
- Joel Davies – inżynieria dźwięku
- Charles Hicks – inżynieria dźwięku
- Dan Grech-Marguerat – inżynieria dźwięku, programowanie
- Dave Kutch – mastering engineer
- Liam Thorne – inżynieria dźwięku, programowanie
- Florrie Arnold – drugi głos, bębny
- Matthew Racher – bębny, perkusja, programowanie

## Listy przebojów
| Państwo         | Lista                   | Najwyższa pozycja |
| --------------- | ----------------------- | ----------------- |
| Belgia          | Ultratop 50 Flanders    | 34                |
| Belgia          | Ultratip Wallonia       | 40                |
| Irlandia        | IRMA                    | 50                |
| Szkocja         | Official Charts Company | 8                 |
| Wielka Brytania | Official Charts Company | 30                |